# مهدي أباد (غرمسار كرمان)
مهدي أباد (بالفارسية: مهدی‌آباد) هي قرية تقع في إيران في قسم مردهك الریفي.